# Boulder Hill
Der Boulder Hill (englisch für Felsbrockenhügel) ist ein 157 m hoher und felsiger Hügel an der Ingrid-Christensen-Küste des ostantarktischen Prinzessin-Elisabeth-Lands. In den Vestfoldbergen überragt er das östliche Ende des Krok Lake.
Wissenschaftler der Australian National Antarctic Research Expeditions (ANARE) errichteten hier 1979 eine Wetterstation. Das Antarctic Names Committee of Australia benannte den Hügel 1983 deskriptiv.